# Basil Dearden
Basil Dearden, amb nom real de Basil Clive Dear (Westcliff-on-Sea, Essex, 1 de gener de 1911 - 23 de març de 1971) fou un director de cinema anglès.
Dearden va començar a treballar en el món del cinema com assistent de Basil Dean. Precisament, Dearden va canviar el seu cognom per evitar malentesos amb el seu mentor.
La seua trajectòria com a director es va iniciar als Estudis Ealing, co-dirigint comèdies amb Will Hays, com ara The Goose Steps Out (1942) and My Learned Friend (1943). El 1945 va co-dirigir la influent Dead of Night. El 1950 rodaria una de les seus darreres pel·lícules a Ealing, The Blue Lamp, un drama policiac, que donaria peu a la sèrie Dixon of Dock Green.
Posteriorment es va associar amb l'escriptor i productor Michael Relph. La parella va dur a terme films sobre temàtiques poc freqüents en la dècada dels 50 i principis dels 60, com per exemple l'homosexualitat en (Victim) o les relacions racials en (Pool of London i Sapphire). A finals dels seixanta, Dearden va rodar algunes produccions èpiques, com Khartoum, amb Charlton Heston o The Assassination Bureau, una comèdia negra ambientada a l'era victoriana, en col·laboració de nou amb Relph.
La seua darrera pel·lícula va ser The Man Who Haunted Himself amb Roger Moore. Basil Dearden va morir en un accident de trànsit el 1971.

## Filmografia seleccionada
| - This Man Is News (1938) (guionista) - Let George Do It (1940) (guionista) - Spare a Copper (1941) (guionista, productor) - Turned Out Nice Again (1941) (guionista, productor) - The Black Sheep of Whitehall (1942) (co-director) - The Goose Steps Out (1942) (co-director) - The Bells Go Down (1943) (director) - My Learned Friend (1943) (co-director) - The Halfway House (1944) (director) - They Came to a City (1945) (guionista, director) - Dead of Night (1945) (director, capítols \"Hearse Driver\" i \"Linking Narrative\") - The Captive Heart (1946) (director) - Frieda (1947) (director) - Saraband for Dead Lovers (1948) (director) - Train of Events (1949) (guionista, director; capítols \"The Actor\" i \"The Prisoner-of-War\") - The Blue Lamp (1950) (director) - Cage of Gold (1950) (director) - Pool of London (1951) (director) - I Believe in You (1952) (guionista, director) - The Gentle Gunman (1952) (director) - The Square Ring (1953) (director, productor) - The Rainbow Jacket (1954) (director) - Out of the Clouds (1955) (director) | - The Ship That Died of Shame (1955) (guionista, director, productor) - Who Done It? (1956) (director, productor) - The Smallest Show on Earth (1957) (director) - Rockets Galore! (1957) (productor) - Davy (1957) (productor) - Violent Playground (1958) (director) - Nowhere to Go (1958) (director) - The League of Gentlemen (1959) (director) - Desert Mice (1959) (productor) - Sapphire (1959) (director) - Man in the Moon (1960) (guionista, director) - Nit de malson (All Night Long) (1961) (director, productor) - La víctima (Victim) (1961) (director, productor) - The Secret Partner (1961) (director) - Life for Ruth (1962) (director, productor) - A Place to Go (1963) (director) - The Mind Benders (1963) (director) - Woman of Straw (1964) (director) - Mascarada (Masquerade) (1965) (director) - Khartoum (1966) (director) - Only When I Larf (1968) (director) - The Assassination Bureau (1969) (director) - The Man Who Haunted Himself (1970) (guionista, director) |